# Roeli Roelfsema
Dr. Engbertus Johannes (Roeli) Roelfsema (Groningen, 18 november 1905 - Ruinen, 29 september 1943) was een Nederlands chirurg in het Diaconessenhuis te Meppel.

## Loopbaan
Roelfsema volgde de HBS en ging vervolgens medicijnen (1924-1931) studeren aan de Universiteit van Leiden. Aldaar werd hij lid van de studentenroeivereniging Njord en was hij questor bij het bestuur van de Medische Faculteit der Leidse studenten. Datzelfde jaar behaalde hij zijn kandidaatsexamen  en in 1928 werd hij voorzitter van de medische faculteit der Leidse studenten. In juni 1930 slaagde hij voor het eerste gedeelte van zijn artsexamen; Roelfsema was toen woonachtig te Voorburg. Na zijn studie werd Roelfsema aangesteld als assistent aan de heelkundige inrichting van de Leidse Universiteitskliniek bij professor Johannes Henricus Zaaijer, die hij op een reis naar Spanje begeleidde en later bij professor Suermondt. Hij werd in april 1936 benoemd tot chirurg aan de Nederlands-Hervormde diaconesseninrichting te Meppel. Dit ziekenhuis werd in april 1937 genoemd als een van de meest moderne ziekenhuizen in Nederland. Directeur-geneesheer was Dr. J.C. Burkens, terzijde gestaan door Roelfsema, werkzaam als chirurg en gynaecoloog. Roelfsema promoveerde in 1937 op het proefschrift De achalasie van de cardia en haar behandeling. De jaren voor zijn overlijden legde hij zich toe op de neurochirurgie; hiertoe werkte hij ongeveer een jaar bij verschillende neurochirurgen in het land. Roefsema had verder een grote naam in de sportwereld. Hierin onderscheidde hij zich op drie terreinen: hij speelde voetbal voor HVV, was een enthousiast alpinist en een goede schaatsrijder; hij nam diverse keren deel aan de Elfstedentocht.

## Oorlog
Roelfsema was tijdens de Tweede Wereldoorlog een van de eerste slachtoffers van de zogenoemde Silbertanne-moorden die in opdracht van de Duitse bezettingsautoriteiten plaatsvonden. De aanleiding was dat hij een zwaargewonde, en aan zijn bewakers in het ziekenhuis van Groningen ontsnapte, verzetsman clandestien de noodzakelijke medische zorg had verleend. Roelfsema werd die nacht door een moordcommando van Nederlandse SS'ers uit zijn huis gehaald onder het voorwendsel dat hij door de politie moest worden verhoord in verband met een politiezaak. Hij nam daarop in een auto plaats; deze reed naar de oude weg tussen Ruinen en Eursinge, waar Roelfsema volgens de Duitsers 'op de vlucht werd neergeschoten'. De volgende morgen werd zijn lijk, met een kogel doorboord, onder de gemeente Ruinen uit een droge sloot gehaald. De moord was op aanwijzing van de Duitse Sicherheitsdienst gepleegd als reactie op aanslagen van verzetsgroepen in Zuidoost- Drenthe.

## Begrafenis
Zijn begrafenis vond onder grote belangstelling en verontwaardiging te Meppel plaats. Er was een grote verzameling bloemstukken van verenigingen en particulieren en vrijwel al het personeel van het Diaconessenhuis en een groot aantal leden van de voetbalvereniging Meppeler Sport Club, waarvan Roelfsema lid was geweest. Dr. J.C. Jörg, als vriend van de familie en als voorzitter van het Diaconessenhuis, zei in zijn toespraak dat alle witte chrysanten die de groeve dekten, niet in staat waren een zwarte daad te bedekken en niet een vergoeding konden vormen voor datgene wat in de persoon van Roelfsema ontnomen was. Hij zei verder: Wij staren ons blind en wij vragen ons af of de onbekenden wel geweten hebben wat zij gedaan hebben. God in de hemel, vergeef het hun, want zij weten niet wat zij deden. De vader van Roelfsema zei: Onze zoon is het slachtoffer geworden van een mateloze verblinding maar het is ons een troost dat wij hem zagen op de baar met een zachte glimlach op het gelaat. De echtgenote van Roelfsema was ten tijde van de dood van haar echtgenoot zes maanden zwanger van zijn zoon, Roeli. Roelfsema werd later herbegraven op het Ereveld Loenen.

## Monument

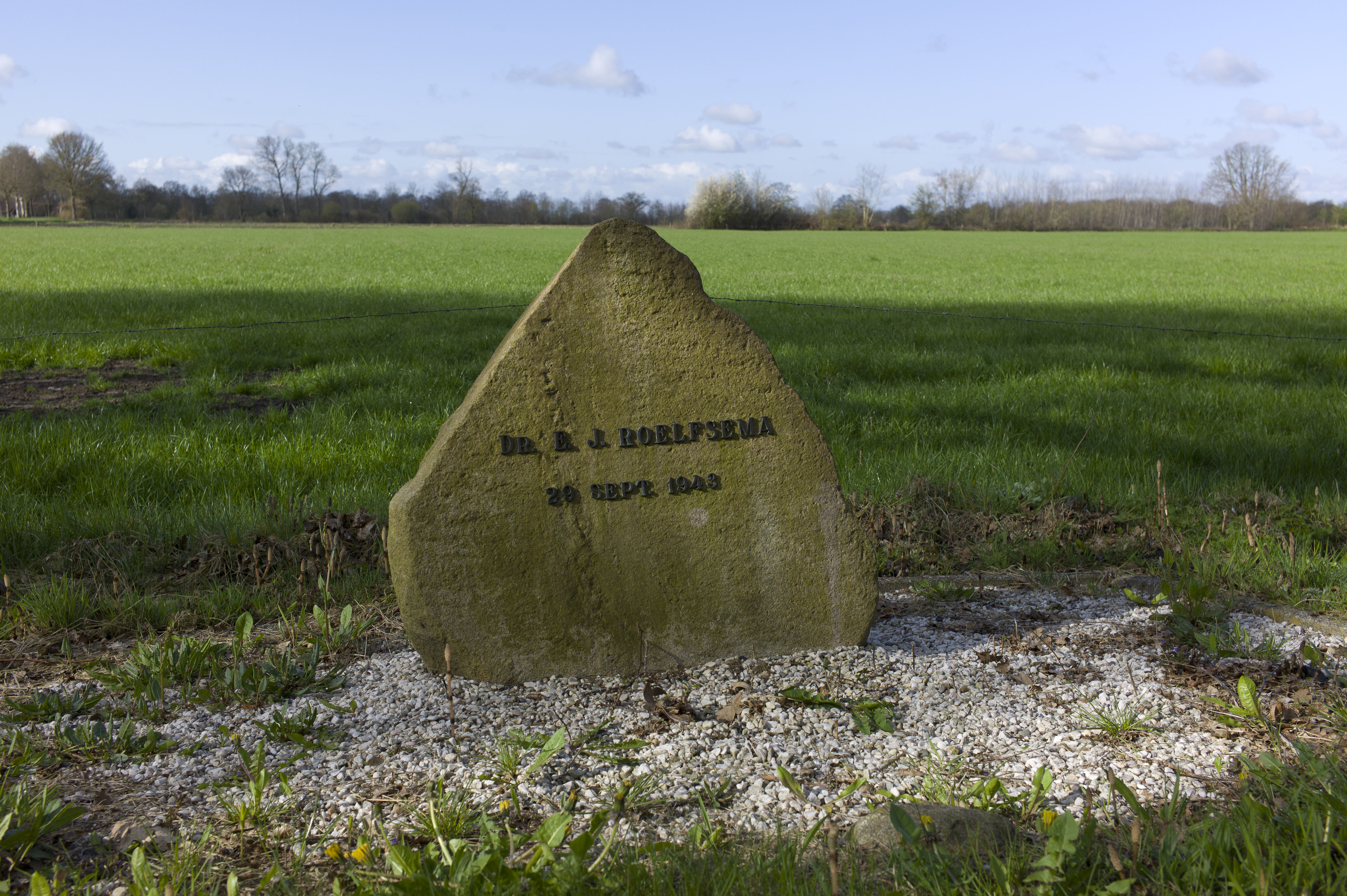
Monument voor Roelfsema in Ruinen

Aan de Munnekenweg net buiten Ruinen is in september 1948 in de wegberm een monument geplaatst in de vorm van een grote zwerfkei met de tekst "dr. E.J. Roelfsema 29 SEPT. 1943". Ook werd later een straat in Meppel naar hem vernoemd.